# Sklavinija
 Ovo je glavno značenje pojma Sklavinija. Za druga značenja pogledajte Sklavinija (Peloponez).
Sklavinija (grč. Σκλαβηνίαι) je bizantski naziv za područja naseljena Južnim Slavenima na području Bizantskog Carstva. Bile su zasebne političke jedinice, vjerojatno predvođene kneževima.
U jednom bizantskom izvoru spomenut je knez jedne Sklavinije, koji je 836. – 837. digao veliki ustanak u oblasti Soluna. Drugi izvor navodi kako je car Konstantin V. Kopronim 758. – 759. "porobio Sklavinije po Makedoniji, a ostale prisili da priznaju njegovu vrhovnu vlast." Slaveni pod bugarskom vlašću nisu imali Sklavinije.
Spis "O upravljanju carstvom" (lat. De administrando imperio), koji se pripisuje caru Konstantinu VII. Porfirogenetu, navodi Sklavinije Bosnu, Srbiju, Hrvatsku, Travuniju, Zahumlje, Paganiju i Duklju, kao i druge pod vlašću Rusa. Po tom izvoru, Sklavinije su podijeljene na županije kojima vladaju župani.[nedostaje izvor]
Jedan armenski izvor iz 7. stoljeća spominje kako na području europskog Bizanta živi 25 naroda pod imenom "Slaveni". Od 7. do 9. stoljeća Sklavinije se postepeno utapaju u upravne strukture Franačkog i Bizantskog Carstva. U pisanim izvorima posljednji put se spominju sredinom 9. stoljeća.

## Vanjske poveznice
- Esad Rahić: Bošnjaci u ranofeudalnom periodu
- Jovan Kovačević: Doseljenje Slovena na Balkansko poluostrvo.  Arhivirana inačica izvorne stranice od 4. ožujka 2016. (Wayback Machine) Izvor: Istorija srpskog naroda Ι, SKZ Beograd 1994, 109-124 str.
- Sima Ćirković: Tragovi slovenskog stanovništva na tlu Albanije u srednjem veku.  Arhivirana inačica izvorne stranice od 4. ožujka 2016. (Wayback Machine) Izvor: "Stanovništvo slovenskog porijekla u Albaniji" - Zbornik radova s međunarodnog naučnog skupa održanog na Cetinju 21, 22. i 23. juna 1990. godine.